# جاسترزبسکا اسپولکا وگلوا
جاسترزبسکا اسپولکا وگلوا (به لهستانی: Jastrzębska Spółka Węglowa) شرکت استخراج معدن لهستانی است، که به‌عنوان بزرگ‌ترین تولیدکنندهٔ زغال‌سنگ در لهستان شناخته می‌شود. این شرکت در سال ۱۹۹۳ تأسیس شد و در حال حاضر سالانه بیش از ۱۲ میلیون تن زغال‌سنگ تولید می‌کند.
دفتر مرکزی این شرکت در شهر یزچمبیه ازدرویی، لهستان قرار دارد و بخشی از سهام آن در بازار بورس ورشو معامله می‌شود.